# Wybudowanie (Obrzynowo)
Wybudowanie – część wsi Obrzynowo w Polsce położona w województwie pomorskim, w powiecie kwidzyńskim, w gminie Prabuty, przy drodze wojewódzkiej nr 520.
W latach 1975–1998 Wybudowanie administracyjnie należało do województwa elbląskiego. Do 2012 roku Wybudowanie było nazywane Julianowem.